# 신다시

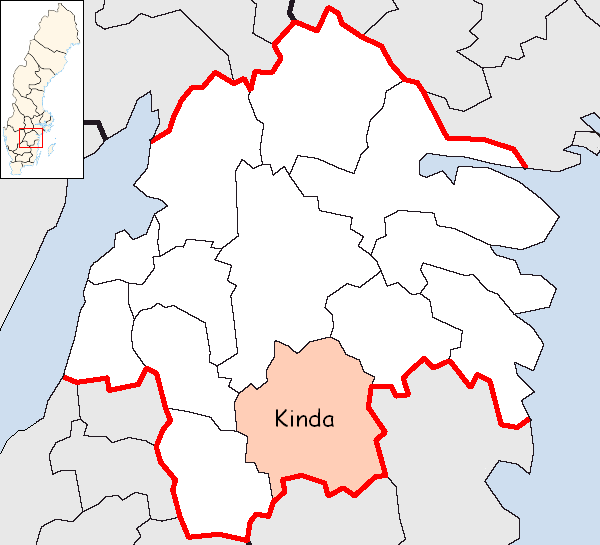
신다 시의 위치

신다시(스웨덴어: Kinda kommun)는 스웨덴 외스테르예틀란드주에 위치한 지방 자치체로 행정 중심지는 시사이며 면적은 1,301.96km2, 인구는 9,874명(2016년 12월 31일 기준), 인구 밀도는 7.6명/km2이다.

시 문장